# Adam Dereszkiewicz
Adam Dereszkiewicz (ur. 9 grudnia 1974 w Gdańsku) – polski fotograf oraz grafik. W latach 2021–2023 członek Zarządu GTF – Gdańskiego Towarzystwa Fotograficznego.  W latach 2012–2014 wiceprezes, a następnie 2014–2021 prezes GTF. Inicjator i współtwórca Galerii GTF.

## Życiorys
Adam Dereszkiewicz związany z gdańskim środowiskiem fotograficznym. Miejsce szczególne w jego twórczości zajmuje fotografia aktu, fotografia eksperymentalna, fotografia koncepcyjna, fotografia krajobrazowa, fotografia alternatywna oraz mieszanie technik fotograficznych z graficznymi.
Adam Dereszkiewicz jest autorem i współautorem wielu wystaw fotograficznych; indywidualnych, zbiorowych, poplenerowych oraz pokonkursowych. Jest laureatem m.in. regionalnych oraz ogólnopolskich konkursów fotograficznych. Jest autorem i współautorem zdjęć do licznych publikacji – m.in. albumowych. W 2010 roku został przyjęty w poczet członków Gdańskiego Towarzystwa Fotograficznego, w którym od 2012 do 2014 roku pełnił funkcję wiceprezesa Zarządu GTF – od 2014 do 2021 był prezesem Zarządu GTF. Od 2021 do 2023 był skarbnikiem w Zarządzie stowarzyszenia.
Adam Dereszkiewicz jest organizatorem i kuratorem wielu plenerów oraz warsztatów fotograficznych, jest pomysłodawcą formuły Otwartych Warsztatów Fotograficznych GTF, jest inicjatorem i współorganizatorem stacjonarnej Galerii Gdańskiego Towarzystwa Fotograficznego. Jest kuratorem wystaw fotograficznych oraz uczestniczy w pracach jury, regionalnych i ogólnopolskich konkursów fotograficznych.
W 2018 roku otrzymał Stypendium Kulturalne Miasta Gdańska, zaś w 2023 Stypendium Kulturalne miasta Reykjanesbær w Islandii.

## Wystawy indywidualne (wybór)
| Lp. | Tytuł wystawy                          | Miejsce                                 | Data | Miejscowość     | Kraj     |
| --- | -------------------------------------- | --------------------------------------- | ---- | --------------- | -------- |
| 1   | Czarno-białe                           |                                         | 2012 | Pruszcz Gdański | Polska   |
| 2   | Jedna rzecz – premiera                 | Galeria Warzywniak                      | 2013 | Gdańsk          | Polska   |
| 3   | W pamięci mej obraz Wasz               | Okręgowa Biblioteka Publiczna           | 2013 | Gdańsk          | Polska   |
| 4   | Duografie                              | Galeria Ankara                          | 2014 | Gdańsk          | Polska   |
| 5   | Femiflorigrafie                        | Galeria Warzywniak                      | 2015 | Gdańsk          | Polska   |
| 6   | Norwegia, Sogn og Fjordane             | Kawiarnia 18 Południk                   | 2016 | Gdańsk          | Polska   |
| 7   | Jedna rzecz                            | Okręgowa Biblioteka Publiczna           | 2017 | Gdańsk          | Polska   |
| 8   | Magiczne Łąki - premiera (cyjanotypie) | Powiatowa Biblioteka Publiczna          | 2018 | Gdańsk-Żabianka | Polska   |
| 9   | Achromatografie                        | Galeria GTF                             | 2018 | Gdańsk          | Polska   |
| 10  | Achromatografy                         | Galeria Osowa                           | 2019 | Gdańsk          | Polska   |
| 11  | Szukając Wenus – premiera              | Galeria GTF                             | 2019 | Gdańsk          | Polska   |
| 12  | Tak mnie dotykaj – premiera            | Galeria GTF                             | 2019 | Gdańsk          | Polska   |
| 13  | Magiczne Łąki (cyjanotypie)            | Ljósanott                               | 2019 | Reykjanesbær    | Islandia |
| 14  | Gdańszczanki, Gdańszczanie             | Otwarta Przestrzeń Publiczna Oliva Park | 2020 | Gdańsk          | Polska   |
| 15  | Cyjanotypie                            | Ljósanott                               | 2023 | Reykjanesbær    | Islandia |
| 16  | Jedna rzecz – Edycja Reykjanesbær 2023 | Ljósanott                               | 2023 | Reykjanesbær    | Islandia |

Źródło

## Wystawy zbiorowe (wybór)
| Lp. | Tytuł wystawy                                     | Miejsce                                     | Data | Miejscowość | Kraj     |
| --- | ------------------------------------------------- | ------------------------------------------- | ---- | ----------- | -------- |
| 1   | Portret                                           | Galeria Dworek Artura                       | 2010 | Gdańsk      | Polska   |
| 2   | Ogólnopolski Przegląd Fotografii „Złota Muszla”   | Miejski Ośrodek Kultury                     | 2011 | Koszalin    | Polska   |
| 3   | XVI Biennale Plakatu Fotograficznego              | Płockie Towarzystwo Fotograficzne           | 2011 | Płock       | Polska   |
| 4   | Mehoffer                                          | Muzeum Mazowieckie                          | 2011 | Płock       | Polska   |
| 5   | Oliwskie Ekspedientki i Ekspedienci               | Galeria Warzywniak                          | 2011 | Gdańsk      | Polska   |
| 6   | Przyroda                                          | Galeria Przymorze                           | 2011 | Gdańsk      | Polska   |
| 7   | Portret                                           | Galeria Delikatesów Sztuki                  | 2011 | Gdańsk      | Polska   |
| 8   | Architektura Wolnego Miasta Gdańska               | Muzeum Miejskie                             | 2012 | Gdańsk      | Polska   |
| 9   | Impresjonistyczny Gdańsk                          | Muzeum Miejskie                             | 2012 | Gdańsk      | Polska   |
| 10  | Kobieta w kuźni                                   | Kuźnia Wodna – Muzeum Techniki              | 2012 | Gdańsk      | Polska   |
| 11  | Kolory lasu                                       |                                             | 2012 | Prabuty     | Polska   |
| 12  | Oliwscy fotografowie                              | Wystawa plenerowa Galerii Warzywniak        | 2013 | Gdańsk      | Polska   |
| 13  | GTF 2013 (Doroczna wystawa Fotoklubu)             | Biblioteka Manhattan                        | 2013 | Gdańsk      | Polska   |
| 14  | Życie Gdańska                                     | Muzeum Miejskie                             | 2014 | Gdańsk      | Polska   |
| 15  | Życie Gdańska                                     | Galeria Atrium                              | 2014 | Elbląg      | Polska   |
| 16  | Autoportret                                       | Biblioteka Oliwska                          | 2015 | Gdańsk      | Polska   |
| 17  | Wokół Klimta                                      | Narodowy Ośrodek Kultury                    | 2015 | Gdańsk      | Polska   |
| 18  | Poszukiwany, poszukiwana – Autoportrety           | Gdyńskie Centrum Filmowe / Vertigo          | 2016 | Gdynia      | Polska   |
| 19  | Duety                                             | Ministralne Centrum Kultury i Sztuki Orunia | 2017 | Gdańsk      | Polska   |
| 20  | 70-lecie Gdańskiego Towarzystwa Fotograficznego   | Muzeum Miejskie                             | 2017 | Gdańsk      | Polska   |
| 21  | Cyjanotypie – wystawa powarsztatowa               | Galeria GTF                                 | 2018 | Gdańsk      | Polska   |
| 22  | Jedność w różnicach                               | Galeria Warzywniak 2                        | 2019 | Gdańsk      | Polska   |
| 23  | Lux Aeterna                                       | Muzeum Miejskie                             | 2021 | Gdańsk      | Polska   |
| 24  | Eros – Wystawa zbiorowa Gdańskiej Akademii Sztuki | Galeria WL4                                 | 2022 | Gdańsk      | Polska   |
| 25  | Dni Kultury Polskiej                              |                                             | 2022 | Keflavík    | Islandia |

Źródło

## Kuratorskie wystawy zbiorowe
| Lp | Tytuł wystawy                     | Miejsce            | Data | Miejscowość |
| -- | --------------------------------- | ------------------ | ---- | ----------- |
| 1  | Wystawa powarsztatowa             | Biblioteka Oliwska | 2014 | Gdańsk      |
| 2  | Doroczna wystawa GTF              | Biblioteka Oliwska | 2016 | Gdańsk      |
| 3  | Wystawa powarsztatowa Cyjanotypie | Galeria GTF        | 2018 | Gdańsk      |

Źródło

## Publikacje (albumy autorskie)
| Lp. | Tytuł albumu                                                           | Data wydania |
| --- | ---------------------------------------------------------------------- | ------------ |
| 1   | Jedna rzecz – numerowana, limitowana edycja albumu fotograficznego     | 2013         |
| 2   | Femiflorigrafie – numerowana, limitowana edycja albumu fotograficznego | 2015         |

Źródło

## Projektant i autor publikacji
- Janusz Mackiewicz Kwartet „Układ Scalony” – zdjęcia, okładka, książeczka, digipack i materiały promocyjne do wydania albumu (2009)
- Internetowy magazyn fotograficzny „Snap-Me” – publikacja fotografii „Odejście” (2010)
- Magazyn „Foto” – Prezentacja Biogramu z przykładowymi zdjęciami (2010)
- Wystawa „Oliva Clerks” – notatki prasowe w Internecie (2012)
- Artykuł A. Lamka (trojmiasto.pl) „Erotyka na zdjęcia i emocje w obrazach (2013)
- Dominik Bukowski „Simple Words” – zdjęcia, okładka, książeczka, digipack i materiały promocyjne do wydania albumu (2014)
- Krystyna Stańko „Snik” – zdjęcia, okładka, książeczka, digipac i materiały promocyjne do wydania albumu (2014)
- Życie Gdańska – album fotograficzny, fotografia opublikowana (2014)
- Zagan Acoustic „Folk & Roll” – zdjęcia, okładka, książeczka, digipack i materiały promocyjne do wydania albumu (2014)
- „Nie brookliński most” – album fotograficzny, zdjęcie opublikowane (2015)
- Dominik Bukowski (Sufia), Krystyna Stańko (Novos Anos) & Marcin Wądołowski (Standards) – zdjęcia, okładka, książeczka i materiały promocyjne do wydania płyt muzycznych (2016)
- Elektryczne Trójmiasto „Głębia ostrości” – projekt Digipacka, zdjęcie na okładce (2017)
- 70 lat Gdańskiego Towarzystwa Fotograficznego – Album. Zdjęcie na okładce, projekt, zdjęcie opublikowane. Wydawnictwo GTF (2017)
- Ćwicz! Etiudy klarnetu. Zdjęcie na okładce, projekt. Wydawnictwo Akademii Muzycznej w Gdańsku (2020)
- Kamil Cieślik, Multilustra (partytura). Zdjęcie na okładce, projekt. Wydawnictwo Akademii Muzycznej w Gdańsku (2022)
- Anna Sikorzak-Olek, Studia orkiestrowe na harfę. Zdjęcie na okładce, projekt. Wydawnictwo Akademii Muzycznej w Gdańsku (2023)
- Maciej Zakrzewski, Alegorie na organy. Zdjęcie na okładce, projekt. Wydawnictwo Akademii Muzycznej w Gdańsku (2023)
- Robert Kwiatkowski, Kadencje koncertu skrzypcowego. Zdjęcie na okładce, projekt. Wydawnictwo Akademii Muzycznej w Gdańsku (2023)
- Album „Lux Aeterna”. Zdjęcie na okładkę, projekt, dtp, zdjęcia opublikowane. Wydawnictwo GTF (2023)

Źródło

## Nagrody i stypendia artystyczne
- Wystawa fotograficzna „Achromatografie” – Stypendium Kulturalne Miasta Gdańska (2018)[23]
- Projekt i wystawa „Jedna rzecz, Reykjanesbær” wspierana przez Reykjanesbær Cultural – nagroda na 42. posiedzeniu Rady w marcu 2023 (projekt nr 2023020409)[22]

## Konkursy fotograficzne (nagrody)
- „Złota Muszla”, Koszalin – wyróżnienie (2011)
- „Mehoffer”, Płock – wyróżnienie (2011)
- „Barwy lasu”, Rodowo/Przywidz – wyróżnienie (2012)
- „Nordea Foto”, Gdynia – I nagroda (2012)
- „2,5 kg nagości”, Warszawa – I nagroda (2013)

Źródło:.

## Członek jury
- „Foto-trick”. Dwie edycje w charakterze jurora w ogólnopolskim konkursie fotograficznym dla gości i uczestników Warsztatów Żonglerskich w Gdyni (2015–2016)
- „XX Ogólnopolski Konkurs Fotografii Studenckiej” (2018)
- „XXI Ogólnopolski Konkurs Fotografii Studenckiej” (2019)
- Regionalny konkurs fotograficzny dla szkół ponadgimnazjalnych „Utrzymani w kadrze”. Cztery edycje jako przewodniczący jury (2015–2019)
- „Most malowany światłem” (Most oświetlany malowany). Cztery edycje jako przewodniczący jury. Otwarty konkurs na fotografię mostową organizowany przez Wydział Budownictwa Cywilnego Politechniki Gdańskiej (2015–2019)

Źródło